# Taggråttor
Taggråttor (Maxomys) är ett släkte i underfamiljen möss med 17 arter.

## Beskrivning
Dessa möss når en kroppslängd mellan 10 och 24 centimeter och därtill kommer en 8 till 22 centimeter lång svans. Vikten varierar beroende på art mellan 35 och 285 gram. Pälsen har på ovansidan en brun till rödbrun eller grå färg, buken är vit eller ljusgrå. Beroende på art är pälsen mjuk eller taggig. Även svansen som är täckt med fjäll är på ovansidan mörkare än på undersidan. Kännetecknande för släktet är de smala långsträckta bakfötterna och vissa detaljer i skallens konstruktion. Antalet spenar hos honor är 6 eller 8.
Utbredningsområdet för släktet sträcker sig över Sydostasien, från Myanmar till Sulawesi. De lever på marken i tropisk regnskog och klättrar aldrig på träd. Taggråttor gräver tunnlar som slutar i bon som fodras med löv. Födan utgörs främst av rötter, nedfallna frukter och andra växtdelar, insekter och små ryggradsdjur äter de sällan. Alla arter är ganska skygga och undviker kontakt med människor. Honor har upp till 6 ungar per kull.

## Systematik
Wilson & Reeder (2005) beskriver släktet som isolerat i underfamiljen och listar det i en egen släktgrupp. Enligt genetiska undersökningar som utfördes av Lecompte et al. (2008) tillhör släktet en utvecklingslinje av möss som koncentrerar sig i Sydostasien, Nya Guinea och Australien. Forskarlaget kallade linjen Rattini.
Det skiljs mellan 17 arter:
- Maxomys alticola lever på norra Borneo.
- Maxomys baeodon förekommer likaså på norra Borneo och är mera sällsynt.
- Maxomys bartelsii finns på centrala och västra Java.
- Maxomys dollmani är endemisk för Sulawesi.
- Maxomys hellwaldii finns likaså på Sulawesi.
- Maxomys hylomyoides lever i västra Sumatra och är mindre känd.
- Maxomys inas förekommer på Malackahalvön.
- Maxomys inflatus finns i Sumatras bergsregioner.
- Maxomys moi lever i Vietnam och Laos.
- Maxomys musschenbroekii har utbredningsområdet på Sulawesi.
- Maxomys ochraceiventer lever i delar av norra Borneo.
- Maxomys pagensis är endemisk för Mentawaiöarna nära Sumatra.
- Maxomys panglima finns på Palawan och angränsande öar i södra Filippinerna.
- Maxomys rajah förekommer på Malackahalvön, Sumatra och Borneo.
- Maxomys surifer är arten med störst utbredning, från norra Vietnam till Java.
- Maxomys wattsi hittades bara på ett ställe på Sulawesi.
- Maxomys whiteheadi förekommer på Malackahalvön, Sumatra och Borneo.

IUCN listar M. pagensis som starkt hotad (endangered), M. inflatus, M. rajah, M. wattsi, och M. whiteheadi räknas som sårbar (vulnerable), M. baeodon, M. dollmani, M. hylomyoides och M. ochraceiventer listas med kunskapsbrist och alla andra som livskraftig.
Året 2012 tillkom med Maxomys tajuddinii ytterligare en art.